# Splendrillia striata
Splendrillia striata is een slakkensoort uit de familie van de Drilliidae. De wetenschappelijke naam van de soort is voor het eerst geldig gepubliceerd in 1995 door Wells.
De lengte van de schelp kan 14.4 mm bereiken